# خوانمي لاتاسا
خوان ميغيل «خوانمي» لاتاسا فرنانديز لايوس (بالإسبانية: Juan Miguel "Juanmi" Latasa Fernández Layos؛ مواليد 23 مايو 2001) هو لاعب كرة قدم إسباني يلعب كمهاجم مع ريال بلد الوليد.

## مسيرته الكروية
شارك لاتاسا لأول مرة مع ريال مدريد بالتعادل 1–1 أمام قادش في 15 مايو 2022.
في 26 أغسطس 2022، انضم لاتاسا إلى خيتافي على سبيل الإعارة لمدة موسم.

## الإحصائيات

### النادي
آخر تحديث 15 مايو 2022.
| النادي            | الموسم   | الدرجة                           | الدرجة | الدرجة  | الكأس  | الكأس   | أوروبا | أوروبا  | أخرى   | أخرى    | المجموع | المجموع |
| النادي            | الموسم   | الدرجة                           | الظهور | الأهداف | الظهور | الأهداف | الظهور | الأهداف | الظهور | الأهداف | الظهور  | الأهداف |
| ----------------- | -------- | -------------------------------- | ------ | ------- | ------ | ------- | ------ | ------- | ------ | ------- | ------- | ------- |
| ريال مدريد كاستيا | 2019–20  | الدوري الإسباني الدرجة الثانية ب | 5      | 0       | 0      | 0       | –      | –       | 0      | 0       | 5       | 0       |
| ريال مدريد كاستيا | 2020–21  | الدوري الإسباني الدرجة الثانية ب | 16     | 5       | 0      | 0       | –      | –       | 0      | 0       | 16      | 5       |
| ريال مدريد كاستيا | 2021–22  | الدوري الملكي الاسباني           | 30     | 12      | 0      | 0       | –      | –       | 0      | 0       | 30      | 12      |
| ريال مدريد كاستيا | المجموع  | المجموع                          | 51     | 17      | 0      | 0       | 0      | 0       | 0      | 0       | 51      | 17      |
| ريال مدريد        | 2021–22  | الدوري الإسباني                  | 1      | 0       | 0      | 0       | 0      | 0       | 0      | 0       | 1       | 0       |
| خيتافي (إعارة)    | 2022–23  | الدوري الإسباني                  |        |         |        |         |        |         |        |         |         |         |
| الإجمالي          | الإجمالي | الإجمالي                         | 52     | 17      | 0      | 0       | 0      | 0       | 0      | 0       | 52      | 17      |

## وصلات خارجية
- خوانمي لاتاسا على موقع قاعدة بيانات كرة القدم.إي يو (الإنجليزية)
- خوانمي لاتاسا على موقع Soccerway.com (الإنجليزية)
- خوانمي لاتاسا على موقع عالم كرة القدم.نت (الإنجليزية)